# Campionato Paulista 2024
Il Campionato Paulista 2024 (Paulistão Sicredi 2024 per ragioni di sponsor) è stata la 123ª edizione della massima serie calcistica dello stato di San Paolo, organizzata dalla Federaçao Paulista de Futebol. Al campionato hanno partecipano 16 squadre in un torneo che è iniziato il 14 gennaio 2023 e si è concluso il 7 aprile successivo.

## Squadre partecipanti
| Squadra              | Allenatore         |
| -------------------- | ------------------ |
| Água Santa           | Bruno Pivetti      |
| Botafogo-SP          | Paulo Gomes        |
| Corinthians          | António Oliveira   |
| Grêmio Novorizontino | Eduardo Baptista   |
| Guarani              | Claudinei Oliveira |
| Inter de Limeira     | Júnior Rocha       |
| Ituano               | Alberto Valentim   |
| Mirassol             | Mozart             |
| Palmeiras            | Abel Ferreira      |
| Ponte Preta          | João Brigatti      |
| Portuguesa           | Pintado            |
| RB Bragantino        | Pedro Caixinha     |
| Santo André          | Márcio Fernandes   |
| Santos               | Fábio Carille      |
| San Paolo            | Thiago Carpini     |
| São Bernardo         | Márcio Zanardi     |

## Prima fase
| Gruppo A | Gruppo A | Gruppo A             | Gruppo A | Gruppo A | Gruppo A | Gruppo A | Gruppo A | Gruppo A | Gruppo A | Gruppo A |
|          | Pos.     | Squadra              | Pt       | G        | V        | N        | P        | GF       | GS       | DR       |
| -------- | -------- | -------------------- | -------- | -------- | -------- | -------- | -------- | -------- | -------- | -------- |
|          | 1        | Santos               | 25       | 12       | 8        | 1        | 3        | 18       | 11       | +7       |
|          | 2        | Portuguesa           | 10       | 12       | 3        | 1        | 8        | 8        | 17       | −9       |
|          | 3        | Santo André          | 8        | 12       | 1        | 5        | 6        | 8        | 17       | −9       |
|          | 4        | Ituano               | 6        | 12       | 1        | 3        | 8        | 5        | 18       | −13      |
| Gruppo B |          |                      |          |          |          |          |          |          |          |          |
|          | Pos.     | Squadra              | Pt       | G        | V        | N        | P        | GF       | GS       | DR       |
|          | 1        | Palmeiras            | 28       | 12       | 8        | 4        | 0        | 20       | 9        | +11      |
|          | 2        | Ponte Preta          | 17       | 12       | 4        | 5        | 3        | 15       | 11       | +4       |
|          | 3        | Água Santa           | 15       | 12       | 4        | 3        | 5        | 8        | 11       | −3       |
|          | 4        | Guarani              | 10       | 12       | 2        | 4        | 6        | 10       | 14       | −4       |
| Gruppo C |          |                      |          |          |          |          |          |          |          |          |
|          | Pos.     | Squadra              | Pt       | G        | V        | N        | P        | GF       | GS       | DR       |
|          | 1        | RB Bragantino        | 21       | 12       | 6        | 3        | 3        | 13       | 9        | +4       |
|          | 2        | Inter de Limeira     | 17       | 12       | 5        | 2        | 5        | 17       | 15       | +2       |
|          | 3        | Corinthians          | 14       | 12       | 4        | 2        | 6        | 14       | 14       | 0        |
|          | 4        | Mirassol             | 14       | 12       | 3        | 5        | 4        | 17       | 17       | 0        |
| Gruppo D |          |                      |          |          |          |          |          |          |          |          |
|          | Pos.     | Squadra              | Pt       | G        | V        | N        | P        | GF       | GS       | DR       |
|          | 1        | San Paolo            | 22       | 12       | 6        | 4        | 2        | 20       | 12       | +8       |
|          | 2        | Grêmio Novorizontino | 22       | 12       | 6        | 4        | 2        | 16       | 10       | +6       |
|          | 3        | São Bernardo         | 21       | 12       | 6        | 3        | 3        | 14       | 9        | +5       |
|          | 4        | Botafogo-SP          | 12       | 12       | 3        | 3        | 6        | 8        | 16       | −8       |

Legenda:
     Ammessa alla Fase Finale
     Retrocessa in Série A2 2025
Note:
Tre punti a vittoria, uno a pareggio, zero a sconfitta.
|                  | AGS | BRP | COR | GUA | ITL | ITU | MIR | NOV | PAL | PON | POR | RBB | SAD | SAN | SBE | SPA |
| ---------------- | --- | --- | --- | --- | --- | --- | --- | --- | --- | --- | --- | --- | --- | --- | --- | --- |
| Água Santa       | –   | 0–1 | 0–0 | –   | 2–1 | 2–0 | 2–1 | –   | –   | –   | –   | –   | –   | 0–1 | –   | –   |
| Botafogo         | –   | –   | 1–4 | 1–1 | –   | –   | 1–2 | –   | –   | 0–3 | 2–1 | –   | 1–0 | 0–1 | –   | –   |
| Corinthians      | –   | –   | –   | 1–0 | –   | –   | –   | 1–3 | –   | 0–1 | 2–0 | –   | 3–2 | –   | –   | 1–2 |
| Guarani          | –   | –   | –   | –   | 0–1 | –   | 2–3 | –   | –   | –   | –   | 1–0 | 2–2 | –   | 0–0 | 1–1 |
| Inter de Limeira | –   | 2–0 | –   | –   | –   | 2–0 | 1–1 | 3–1 | –   | –   | 2–3 | –   | –   | –   | 2–0 | –   |
| Ituano           | –   | 0–0 | 1–0 | 0–3 | –   | –   | –   | –   | –   | –   | –   | 0–1 | –   | –   | –   | 2–3 |
| Mirassol         | –   | –   | –   | –   | –   | –   | –   | 1–1 | –   | –   | –   | –   | 4–0 | 2–2 | 0–2 | 1–1 |
| Novorizontino    | 1–0 | –   | –   | 2–0 | –   | 2–0 | –   | –   | 1–1 | –   | 2–0 | 0–2 | –   | –   | –   | –   |
| Palmeiras        | –   | 1–0 | 2–2 | –   | 3–2 | 2–0 | 3–1 | –   | –   | –   | –   | –   | –   | 2–1 | –   | –   |
| Ponte Preta      | –   | –   | –   | –   | 0–0 | 1–1 | 1–1 | 1–1 | –   | –   | –   | –   | –   | –   | 3–3 | 2–0 |
| Portuguesa       | 1–1 | –   | –   | 1–0 | –   | –   | 1–0 | –   | 0–2 | 0–2 | –   | 1–2 | –   | –   | –   | –   |
| RB Bragantino    | 0–1 | 1–1 | –   | –   | –   | –   | –   | –   | 0–1 | 1–0 | –   | –   | –   | 1–0 | 1–1 | –   |
| Santo André      | 0–0 | –   | –   | –   | 0–0 | –   | –   | 0–0 | 1–1 | 1–0 | –   | 1–2 | –   | –   | –   | –   |
| Santos           | –   | –   | 1–0 | 2–0 | 3–2 | –   | –   | 1–2 | –   | 3–1 | –   | –   | –   | –   | 2–1 | –   |
| São Bernardo     | 2–0 | –   | 1–0 | –   | –   | 2–0 | –   | –   | 0–1 | –   | –   | –   | 1–0 | –   | –   | –   |
| São Paulo        | 3–0 | –   | –   | –   | –   | –   | –   | –   | 1−1 | –   | 1–0 | 2–2 | 3–1 | 0–1 | –   | –   |

## Fase Finale
|  | Quarti di finale     | Quarti di finale     | Quarti di finale |  |  | Semifinali           | Semifinali           | Semifinali |        |   | Finale    | Finale    | Finale | Finale | Finale |  |
|  |                      |                      |                  |  |  |                      |                      |            |        |   |           |           |        |        |        |  |
|  | Palmeiras            | Palmeiras            | 5                |  |  |                      |                      |            |        |   |           |           |        |        |        |  |
|  | Ponte Preta          | Ponte Preta          | 1                |  |  | Palmeiras            | Palmeiras            | 1          |        |   |           |           |        |        |        |  |
|  | San Paolo            | San Paolo            | 1 (4)            |  |  | Grêmio Novorizontino | Grêmio Novorizontino | 0          |        |   |           |           |        |        |        |  |
|  | Grêmio Novorizontino | Grêmio Novorizontino | 1 (5)            |  |  |                      |                      |            |        |   | Palmeiras | Palmeiras | 0      | 2      | 2      |  |
|  | Santos               | Santos               | 0 (4)            |  |  |                      |                      | Santos     | Santos | 1 | 0         | 1         |        |        |        |  |
|  | Portuguesa           | Portuguesa           | 0 (2)            |  |  | Santos               | Santos               | 3          |        |   |           |           |        |        |        |  |
|  | RB Bragantino        | RB Bragantino        | 3                |  |  | RB Bragantino        | RB Bragantino        | 1          |        |   |           |           |        |        |        |  |
|  | Inter de Limeira     | Inter de Limeira     | 0                |  |  |                      |                      |            |        |   |           |           |        |        |        |  |